# Resticula melandocus
Resticula melandocus är en hjuldjursart som först beskrevs av Gosse 1887.  Resticula melandocus ingår i släktet Resticula och familjen Notommatidae. Inga underarter finns listade i Catalogue of Life.